# Kinopublikum
Kinopublikum byl týdeník s podtitulem „neodvislý list pro přátele i nepřátele kinematografie“, vycházející v roce 1920.

## Historie
Časopis vydávalo „Vydavatelské sdružení Kinopublika“, později „Kinopublicita“ s. r. o. v Praze. Odpovědným redaktorem byl dr. Augustin Vilém Ludvík (1890–1945) a tiskla ho knihtiskárna Graf–Stricker na Žižkově. Jednalo se o filmový týdeník, který informoval o novinkách z domácí i zahraniční filmové tvorby (především amerického filmu). Týdeník vycházel pouze od února 1920 do června 1920.
Časopis je dostupný online v NK ČR.